# 早田寛
早田 寛（そうだ ひろし、1972年4月30日 - ）は、日本の元キックボクサー、写真家。千葉県出身。身長165cm。元花澤ジム所属。
第七代MA日本キックボクシング連盟フライ級王者

## 経歴
1988年1月日本フライ級新人王。
1993年1月30日MA日本フライ級王座戴冠。
引退後、キックボクシングや、ムエタイに関わる写真家へと転職。
格闘技通信にて【チャイスー ～南から届いた闘うこころ～】という連載をもっていた。
現地で撮影した鮮烈な写真を随所に配し、ルポタージュ形式でムエタイを紹介する日本語ムエタイ専門誌【シンラパムエタイ】を創刊。

## 獲得タイトル
- MA日本キックボクシング連盟フライ級王座